# CastleMiner
CastleMiner est un jeu vidéo développé par DigitalDNA Games dans le style Minecraft. Il est sorti sur Xbox Live Indie Games  en 2011.
CastleMiner Z version zombie est sorti le 18 novembre 2011.

## Système de jeu
Le joueur commence par choisir un des 6 mondes "lagoon, coastal, classic, flatland, desert, arctic" pour créer son monde. Il dispose de différente de types de bloc, quand il joue en ligne avec d'autres joueurs (16 joueurs maximum) il dispose de plus 200 types blocs de constructions.

## CastleMiner Z
CastleMiner Z est un jeu survival horror (zombie, aliens, démons, dragons…), on a plusieurs modes Endurance, Survival, Creative.